# Guillermo Besozzi

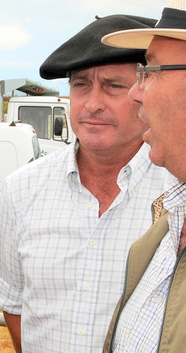
Guillermo Besozzi

Julio Guillermo Besozzi Arocena (* 16. Oktober 1961) ist ein uruguayischer Politiker, Unternehmer und ehemaliger Polospieler.

## Privates, Bildungsweg und Beruf
Besozzi ist mit Martha Viera verheiratet und Vater der vier Töchter Florencia María, María Emilia, María Sara und Elisa María. Des Weiteren hat er einen Enkel namens Jeremías. Der Weg seiner schulischen Bildung führte über das Colegio de las Hnas. Teresas in Dolores, das in Mercedes befindliche Colegio San Miguel und die ebenfalls dort beheimatete amerikanische Schule. Beruflich ist der als Unternehmer tätige Besozzi auf die Pferdezucht spezialisiert.

## Sportliche Laufbahn
Besozzi kann zudem auf eine durchaus erfolgreiche sportliche Laufbahn zurückblicken. Als Fußballspieler des Club Atlético Bristol gelang ihm der Sprung in die Jugendauswahl von Soriano. Ferner spielte er in seiner Jugendzeit Basketball und Tennis beim Club de Remeros Mercedes. Hierbei konnte er einige regionale Meistertitel als Tennisspieler gewinnen. Seine erfolgreichste Zeit im sportlichen Bereich erlebte er jedoch im Rahmen seiner Aktivität als Polospieler, die er im Alter von 15 Jahren aufnahm. Hier nahm er als Mitglied der uruguayischen Polonationalmannschaft an zahlreichen internationalen Wettbewerben im benachbarten Ausland aber auch in Europa und Südafrika teil.

## Politische Karriere
Besozzi ist Mitglied der Partido Nacional und gehört innerhalb dieser dem Parteiflügel der Alianza Nacional an. Im Jahr 2000 wurde er in die Junta Departamental von Soriano gewählt und hatte sein Amt als Edil bis zum Jahr 2005 inne. Zu den Kommunalwahlen am 8. Mai 2005 trat er als Kandidat für das Amt des Intendente des Departamento Soriano an und gewann mit deutlicher Mehrheit. Bei den Kommunalwahlen vom 9. Mai 2010 wurde er für eine weitere fünfjährige Amtszeit von der Wählerschaft bestätigt. Von Juli 2008 bis Juli 2009 hatte er zudem die Vizepräsidentschaft des uruguayischen Intendentenkongresses inne.